# Droga disociativa

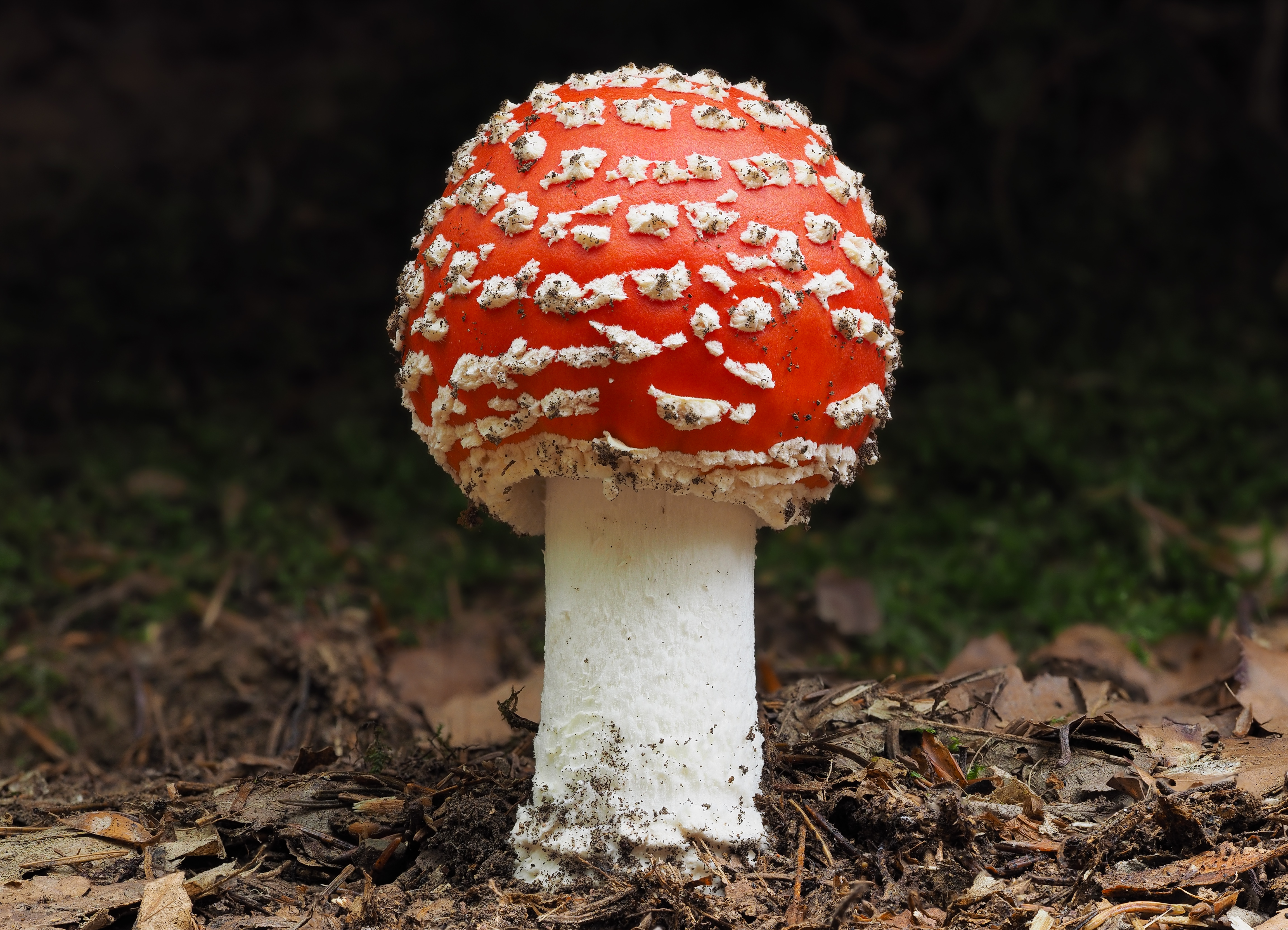
El hongo Amanita muscaria posee muscimol, sustancia disociativa.

Las drogas como el PCP (clorhidrato de fenciclidina, polvo de ángel) y la ketamina, inicialmente desarrolladas como anestésicos generales para cirugía, distorsionan las percepciones visuales y auditivas, y producen sentimientos de aislamiento o disociación del medio y del propio individuo. Por esta razón, el PCP y la ketamina se conocen como "anestésicos disociativos".
El dextrometorfano, un supresor de la tos ampliamente disponible, en dosis altas, puede producir efectos similares a aquellos del PCP y de la ketamina. Otro disociativo es el muscimol, presente en el hongo Amanita muscaria.
Las drogas disociativas actúan alterando la distribución del neurotransmisor glutamato a través del cerebro. El glutamato está involucrado en la percepción del dolor, las respuestas al ambiente, y la memoria. El PCP se considera la droga disociativa típica, y la descripción de los efectos y acciones del PCP que aparecen aquí también se aplican en gran medida a la ketamina y al dextrometorfano.

## Efectos
Los efectos de los disociativos pueden incluir disociación sensorial, alucinaciones, manía, catalepsia, analgesia y amnesia. Este tipo de estado clínico ha sido designado como anestesia disociativa ya que el paciente parece verdaderamente disociado de su entorno. Tanto Pender (1970) como Johnstone et al. (1959) informaron que los pacientes bajo anestesia debido a la ketamina o la fenciclidina estaban más propensos a movimientos sin propósito así como de tener alucinaciones (o "sueños") durante y después de administrada la anestesia con estos fármacos. Algunos pacientes presentaron alucinaciones eufóricas, mientras que otros se encontraron en estados inquietantes.
En dosis subanestésicas, los disociativos alteran muchos de los mismos procesos cognitivos y de percepción afectados por otras drogas alucinógenas como la mescalina, el LSD y la psilocibina; de ahí que a menudo sean contrastados y también considerados alucinógenos. Las diferencias subjetivas más significativas entre los disociativos y los alucinógenos clásicos (como el LSD y la mescalina ) suelen ser los efectos de desprendimiento, que incluyen: despersonalización, la sensación de ser irreal, el estar desconectado de sí mismo o incapaz de controlar las propias acciones; así como la desrealización, la sensación de que el mundo exterior es irreal o de que uno está soñando.

## Usos

### Uso médico
Muchos disociativos, como la ketamina, se utilizan como anestésicos para cirugías o para aliviar el dolor en contextos médicos controlados como los hospitales. Sin embargo, debido a posibles reacciones psicotomiméticas, a veces se utilizan con reservas aún en instituciones de mayor alcance. Ciertos disociativos de morfinano, como el dextrometorfano, también se usan en dosis subpsicoactivas para suprimir la tos.
La ketamina también ha sido recientemente estudiada en el contexto de un posible antidepresivo de acción rápida. También funciona como un posible tratamiento paliativo para el C-PTSD y el dolor crónico.

### Uso recreativo
Algunas drogas disociativas se usan recreativamente. La ketamina y el óxido nitroso son drogas de club. La fenciclidina (PCP o polvo de ángel) está disponible como droga callejera. Algunos usuarios toman jarabes para la tos a base de dextrometorfano (a menudo etiquetados como DXM) en niveles superiores a los recomendados médicamente por sus efectos disociativos. Históricamente, el cloroformo y el éter dietílico se han utilizado con fines recreativos (al igual que el óxido nitroso, en las fiestas de gas de la risa).